# براين ويبر
براين ويبر (بالإنجليزية: Bryan Webber)‏ (و. 1943 – م) هو فيزيائي، وأستاذ جامعي من المملكة المتحدة .
وهو عضواً في الجمعية الملكية .

## التعليم
تعلم في كلية الملكة ‏

## جوائز
حصل على جوائز منها:
- جائزة ساكوراي (2012)
- جائزة ديراك لمؤسسة الفيزياء [الإنجليزية]‏ (2008).